# Kungavalet i Polen 1632

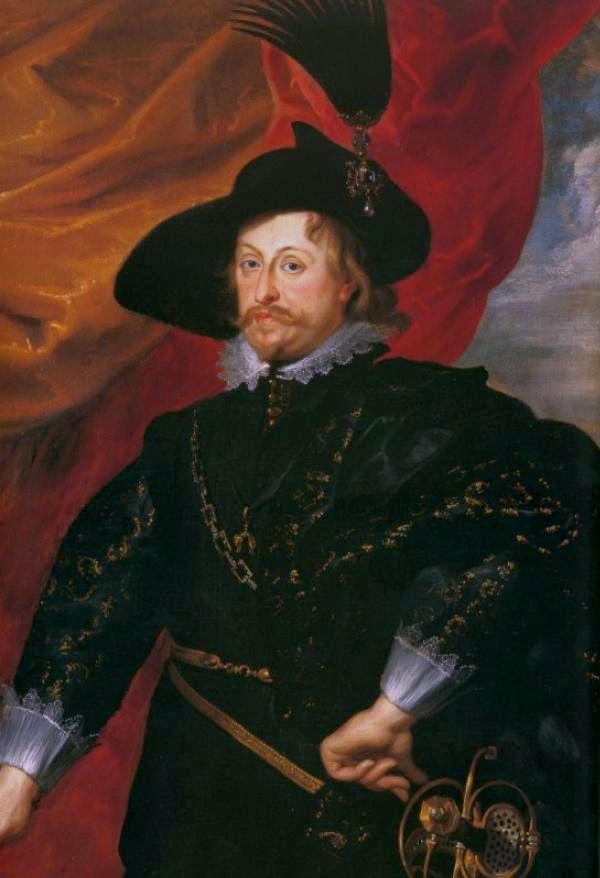
Władysław IV Waza. Målning av Peter Paul Rubens.

Kungavalet i Polen 1632 var en valprocedur som pågick från den 27 september till den 13 november 1632, och genom vilken Władysław IV Vasa valdes till Polens och Litauens nye monark. Władysław IV hade fått stöd från de flesta politiska läger och eftersom det inte fanns några motkandidater valdes han till monark över Polen och storhertigdömet Litauen.